# Gábor Zavadszky
Gábor Zavadszky (Budapest, 10 settembre 1974 – Limassol, 7 gennaio 2006) è stato un calciatore ungherese, di ruolo centrocampista, che morì nel sonno nel 2006.

## Palmarès

### Club

#### Competizioni nazionali
- Campionato ungherese: 3

Ferencvaros: 1994-1995, 1995-1996
MTK Budapest: 2002-2003
- Coppa d'Ungheria: 3

Ferencvaros: 1992-1993, 1993-1994, 1994-1995
- Supercoppa d'Ungheria: 4

Ferencvaros: 1993, 1994, 1995
MTK Budapest: 2003